# Рогоз Лаксмана
Рого́з Ла́ксмана (лат. Týpha laxmánnii) — многолетнее земноводное травянистое растение; вид рода Рогоз. Более тонкий и стройный, чем другие произрастающие в России виды рогоза.

## Название
Рогоз Лаксмана получил своё видовое название в честь российского учёного и путешественника Эрика Лаксмана.

## Ботаническое описание
Стебель обычно до 1 м высотой, но часто достигает 1,5 м.
Листья от 2 до 7 мм шириной, листовая пластинка плосковыпуклая, обычно значительно превышает длину соцветия.
Цветки однополые, очень мелкие, с околоцветником из тонких волосков; волоски короче рылец, рыльца шпателевидные — широкие и плоские, сохраняются после цветения; пестичные цветки без прицветничков, от 3 до 6 мм длиной. Соцветие — головчатый длинноцилиндрический початок, состоит из двух раздельных частей со значительным (до 6 см) промежутком между ними; верхушечная часть тычиночная; нижерасположенная пестичная часть от 2 до 10 см длиной, светло-коричневая овальная или продолговато-яйцевидная. Цветение в европейской части России в июне — июле.
Плодоношение в европейской части России в июле — августе.
Размножается и распространяется преимущественно семенами.

## Распространение и экология
Рогоз Лаксмана распространён преимущественно в тёплых и умеренных областях Евразии.
В России встречается в южных районах Урала, Сибири (а также в примыкающих к ним юго-восточных районах европейской части) и Дальнего Востока. Севернее проникает по вторичным нарушенным местообитаниям.
Растёт по обочинам дорог и канавам, по берегам болот и водоёмов, солончакам.

## Значение и применение
Корневище содержит значительное количество крахмала и использовалось в пищу.
Стебли и листья используются для плетения корзин, матов и циновок, ковриков; для изготовления бумаги и картона.
Листья использовались для изготовления грубой пряжи, шпагата, верёвок, канатов.
Пух, образующийся при созревании семян, используется для набивки подушек и матрацев и как теплоизоляционный материал; в смеси с шерстью он может использоваться для изготовления фетра для шляп.
Листья и стебли силосуют и используют на корм скоту.
В народной медицине используется как вяжущее и кровоостанавливающее средство.

## Таксономическое положение

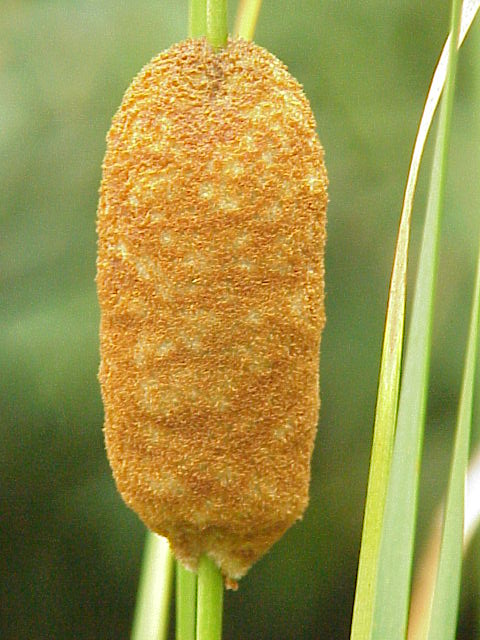

### Синонимы[2]
- Typha minima subsp. laxmannii (Lepech.) Nyman
- Typha stenophylla Fisch. & C.A.Mey.
- Typha zerovii Klok.fil & Krasnova[3]

### Разновидности
- Typha laxmannii var. bungei Krasnova[4] — Описана из Новосибирской области: Карасукский район, озеро Хорошее
- Typha laxmannii var. davidiana (Kronf.) C.F.Fang[5] — Typha martini var. davidiana H.Lév. & Vaniotbasionym
- Typha laxmannii var. planifolia Kronf.[6]
- Typha laxmannii var. turczaninovii Krasnova[7] — Описана из Алтайского края: Славгородский район, озеро Малое Яровое